# 三原屋薬品
三原屋薬品株式会社（みはらややくひん）は、愛知県新城市字町並203に本社を置く主に医薬品・医療機器の卸売りを扱う企業であった。現在は、東邦薬品の「株式会社葦の会」の一社「中北薬品」である。元禄16年現在地に移転してきた。奥三河の名門である。

## 概要
- 代表取締役社長 大原紋次郎
- 売上高　2000万円

## 沿革
- 宝暦5年　和漢生薬類の薬業創業
- 昭和28年4月 「三原屋薬局」から「三原屋薬品株式会社」に商号変更
- 昭和40年12月「中北薬品株式会社」に卸部門を合併し「新城連絡所」として発足